# Campionato argentino di rugby a 15 1963
Il Campionato argentino di rugby a 15 1963  è stato vinto dalla selezione di Buenos Aires che ha battuto in finale la selezione della Cordoba
Le squadre come già nel 1961 e 1962, sono state divise in 4 zone. Le vincenti in semifinale.
Per motivi disciplinari furono escluse dal campionato le selezioni di Mar del Plata e Valle de Lerma (Salta).

## Preliminari
| ZONA A   |          |   |         |        |        |
| 1º sett. | Santa Fe | - | Rosario | 8 - 31 | Paranà |

| ZONA B    |                     |   |                     |        |                             |
| 28 luglio | Sur                 | - | Rio Negro y Neuquén | 28 - 7 | Base Naval, Puerto Belgrano |
| 15 agosto | Buenos Aires        | - | Sur                 | 63 - 3 | CASI, Buenos Aires          |
| 7 sett.   | Rio Negro y Neuquén | - | Buenos Aires        | 0 - 98 | Neuquén                     |

- Classifica: 1. Buenos Aires 2. Rio Negro y Neuquén 3. Sur

| ZONA C   |              |   |         |         |         |
| 15 sett. | UR del Norte | - | Córdoba | 11 - 19 | Tucumán |

| ZONA D   |          |   |      |         |          |
| 1º sett. | San Juan | - | Cuyo | 19 - 15 | San Juan |

## Semifinali
| Arbitro: | Tomás Blades (Buenos Aires) |

| |            | |
| mete: Paván trasf.: Aletta de Sylvas c.p.: Aletta de Sylvas 3 | Marcatori  | mete: Neri, Gradín Goti, Queirolo Álvarez, Otaño trasf.: Queirolo 3 c.p.: Queirolo Drop:Haack. |
| 15.C.Quijano, 14.E.España, 13.J.Benzi, 12.J.Orengo, 11.R.Mauro, 10.J.Ruiz, 9.O.Aletta de Sylvas (cap.), 8.W.Villar, 7.J.Imhoff, 6.M.Paván, 5.H.Ferraro, 4.M.Bouza, 3.R.Esmendi, 2.J.Benvenuto, 1.J.Gómez Kenny. | Formazioni | 15.J.Lassalle, 14.H.Goti, 13.J.C.Queirolo,12.M.Molina Berro, 11.E.Neri, 10.J.Haack, 9.L.Gradín, 8.D.Churchill-Browne,7.E.Scharenberg, 6.C.Álvarez, 5.C.Iribarren, 4.B.Otaño (cap.), 3.G.McCormick, 2.M.Odriozola,1.E.Verardo. |

| Arbitro: | Fernando R. Malmierca (Tucumán) |

| |            | |
| | Marcatori  | mete: Astrada 2 Pérez, Verde E. Quetglas, Trakal trasf.: Feretti 4 c.p.: Feretti 2 |
| 15.E.Salas, 14.R.Posleman, 13.E.Vaca, 12.H.Spollansky, 11.E.Sánchez, 10.A.Basualdo (cap.), 9.D.Bustos, 8.M.Miguel, 7.H.Cipoletto, 6.R.Rodríguez, 5.A.Echegaray, 4.F.Ferreyra, 3.N.Tula, 2.R.Oliver, 1.G.Noris | Formazioni | 15.H.Garutti, 14.J.Astrada, 13.E.Quetglas, 12.A.Verde, 11.A.Quetglas, 10.C.Ferretti, 9.J.Ricciardello (cap.), 8.J.Ramírez Montrull, 7.J.Banus, 6.R.Loyola, 5.A.González, 4.E.Trakal, 3.J.Cocco, 2.A.Gener, 1.H.Pérez. |

## Finale
| Arbitro: | Carlos M. Seminario (Buenos Aires) |

| |            | |
| c.p.: Ferretti | Marcatori  | mete: Neri 2 Drop: Queirolo |
| 15.R.González del Solar, 14.L.Rodríguez, 13.J.Astrada , 12.E.Quetglas, 11.A Quetglas, 10.C.Feretti, 9.J.Ricciardello (cap.), 8.H.Banus, 7.J.Ramírez, 6.L.Loyola, 5.A.González, 4.E.Trakal, 3.H.Pérez, 2.A.Gener, 1.H.Cocco. | Formazioni | 15.J.Lasalle, 14.H.Gotí, 13.J.Queirolo, 12.M.Molina-Berro, 11.E.Neri, 10.J.Haack, 9.L.Gradín, 8.M.Puigdeval, 7.D.Churchill-Browne, 6.C.Álvarez, 5.B.Otaño (cap.), 4.C.Irribarren, 3.G.Mc Cormick, 2.M. Odriozola, 1.E.Verardo. |

## Incontri speciali
Furono disputati due incontri speciali.  Uno tra le "vecchie" selezioni bonarensi di "Capital e Provincia ed una tra la selezione di Buenos Aires ed una denominata "El resto"
| Buenos Aires 9 luglio 1963 | Capital                    | 6 – 13 | Provincia | C.A.S.I.\| Arbitro: \| R. Caldwell (Buenos Aires) \| |
| Arbitro:                   | R. Caldwell (Buenos Aires) |        |           |                                                      |

| Buenos Aires 15 settembre 1963 | Buenos Aires                   | 10 – 11 | El resto | C.A.S.I.\| Arbitro: \| Emilio Aiccardi (Buenos Aires) \| |
| Arbitro:                       | Emilio Aiccardi (Buenos Aires) |         |          |                                                          |